# Heizhuanghu
Heizhuanghu (kinesiska: 黑庄户) är ett område på sockennivå i Kina. Det ligger i Chaoyang i den centrala delen av storstadsområdet Peking, omkring 17 kilometer sydost om stadskärnan.